# IPTN N-250

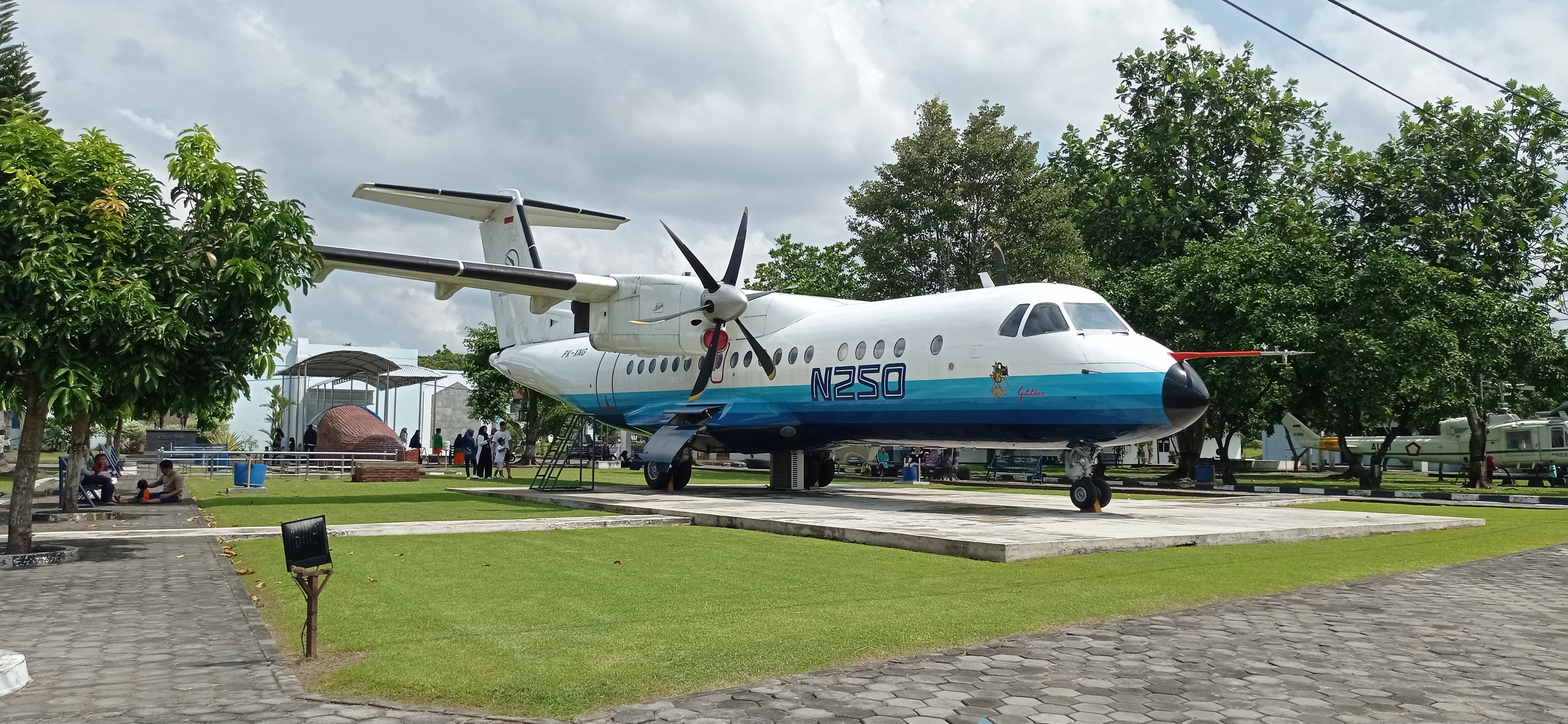
Un IPTN N-250

Il Nurtanio IPTN N-250 era un aereo da trasporto civile bimotore a turboelica capace di 54-70 posti, prodotto dalla indonesiana Indonesian Aerospace (Iae) negli anni novanta del XX secolo e rimasto allo stadio di prototipo. Il modello fu esibito nel 1996 durante l'Indonesian Air Show tenutosi a Cengkareng, ma ogni tentativo di avviarne la produzione terminò con lo scoppio della crisi finanziaria asiatica del 1998.

## Storia del progetto
Dopo aver conseguito la licenza di produzione in Indonesia del velivolo da trasporto civile/militare CASA CN-235, l’industria IPTN (Industri Pesawat Terbang Nusantara), in seguito denominata IAe, nel 1987 iniziò a valutare la possibilità di realizzare un nuovo velivolo da trasporto civile regionale a media autonomia.
Il progetto fu presentato in occasione del 38º Salone internazionale dell’aeronautica di Le Bourget, Parigi, tenutosi nel 1989, con la denominazione di N-250. Il taglio della prima lamiera destinata alla costruzione del prototipo (matricola PA-1) avvenne nell'agosto 1992. Programmato per il 1994, il primo volo, a causa di difficoltà finanziarie della ditta, avvenne il 10 agosto 1995, una settimana prima dei festeggiamenti per il 50º Anniversario dell’indipendenza dell'Indonesia dai Paesi Bassi. A partire dalla metà del 1994 il presidente Suharto, con decreto n. 42 del 2 giugno 1994, concesse un finanziamento di 800 milioni di dollari, e stornò dal bilancio per la riforestazione del paese almeno 185 milioni di dollari, destinandoli al programma di sviluppo dell’N-250. Questo fatto scatenò le proteste di diversi gruppi ambientalisti, che si rivolsero al tribunale per bloccarne l’utilizzo. A quell'epoca il presidente della IPTN, Bacharuddin Habibie, annunciò che l’industria avrebbe costruito l'N-250 in due versioni distinte, l'N-250-50 da 54 posti e una versione più grande. l'N-250-100, capace di trasportare 70 passeggeri. La decisione di commercializzare il velivolo da 50 posti fu motivata dal desiderio di fornire un'intera famiglia di aeromobili, dal 30-40 posti CN-235 prodotto su licenza al proposto jet regionale N-2130 da 130 passeggeri.

## Descrizione tecnica
L’IPTN N-250 era un aereo da trasporto passeggeri regionale, di costruzione quasi interamente metallica tramite l’utilizzo di leghe leggere e titanio ed un uso significativo di materiali compositi. La configurazione alare vedeva un’ala alta a grande allungamento, dotata di flap a doppia fessura, e wing spoiler per ottimizzare le capacità STOL. L'impennaggio di coda era a T.
Il carrello d'atterraggio Messier-Dowty era triciclo anteriore, completamente retrattile, con le gambe principali dotate di due ruote, e doppio ruotino sterzabile anteriore. La cabina di pilotaggio poteva ospitare due piloti, ed era equipaggiata con strumentazione Collins Pro Line 4 dotata di cinque display CRT. Un sesto display era opzionale. La Dassault Aviation fornì assistenza all'IAe con l'implementazione dei sistemi CAD/CAM. La tecnologia fly-by-wire (FBW), utilizzata per i sistemi di controllo di volo primari e secondari, venne fornita nel giugno 1992 da Lucas e Liebherr. La cabina passeggeri ospitava 68 posti, disposti quattro per fila con un passaggio centrale, e la porta di carico anteriore si trovava sul lato sinistro della fusoliera.
La propulsione era affidata a due turboelica Allison AE 2100C eroganti la potenza di 3 270 CV (2 439 kW), azionanti eliche a sei pale a velocità costante Dowty Rotol, e dotati di sistema automatico di controllo dei parametri e prestazioni FADEC (Full Authority Digital Engine Control) della Goodrich.

## Impiego operativo
Il secondo prototipo, nella versione allungata N-250-100 a 70 posti, andò in volo per la prima volta il 19 dicembre 1996. La costruzione del terzo e il quarto prototipo, iniziate rispettivamente a luglio e settembre 1996, fu interrotta a causa del tracollo finanziario avvenuto in Asia l'anno seguente. Nel gennaio 1998, nell'ambito di un prestito di 43 miliardi di dollari concesso per salvare l'economia indonesiana, il Fondo Monetario Internazionale (FMI) ordinò al governo indonesiano di cessare il finanziamento dell'IPTN. Questo fatto ebbe un gravissimo impatto sul programma N-250, che fu momentaneamente accantonato. All’epoca il Ministro della ricerca e della tecnologia B.J. Habibie aveva dichiarato che il programma N-250 era costato solo 400 milioni di dollari dei 650 milioni preventivati, e che vi erano già 192 ordini fermi, e sarebbero serviti altri 67 ordini per pareggiare i costi di sviluppo.
La IAe sperava di trovare uno o più investitori che contribuissero per i 90 milioni di dollari necessari a completare la certificazione dell'aeromobile, ma i contatti intrapresi non portarono ad alcun risultato. All'inizio del 2004 il governo indonesiano condusse uno studio, poi abbandonato, sulla possibilità di rilanciare il programma N-250.

## Versioni
- N-250 Gatotkaca: primo prototipo dotato di una configurazione per il trasporto di 50 passeggeri, avrebbe dovuto essere il capostipite della successiva versione N-250-50.
- N250-100 Padamu Negeri: secondo prototipo con capacità di trasporto pari a 68 passeggeri,[7] lunghezza 28,12 m, altezza 8,78 m, peso a vuoto 15 700 kg e massimo al decollo di 24 800 kg.
- N250-200: versione con capacità estesa a 76 posti.[6]
- N-270: proposta di una versione dell'N-250-50 dotata di capacità di 70 posti, che doveva essere assemblata negli Stati Uniti con kit forniti dalla IPTN.[6]

### Annotazioni
1. ↑  Secondo alcune fonti un modello del velivolo fu presentato in occasione dell'Indonesian Air Show del 1986.
2. ↑  Si trattava del 5% delle entrate complessive del Ministero delle foreste.
3. ↑  Il mercato degli aerei regionali da 60-75 passeggeri comprendeva già molti velivoli turboelica e a getto come l'ATR 72, Bombardier Q400, Bombardier CRJ-700 e Embraer 170.

### Fonti
1. 1 2 3  Barlow, Hardjono 1996, p. 26.
2. ↑  Sulfikar 2012, p. 123.
3. 1 2 3 4 5 6 7 8 9 10 11 12 13  Global Security.
4. 1 2 3  Airliners.
5. 1 2  Sulfikar 2012, p. 127.
6. 1 2 3 4 5  Уголок неба.
7. ↑   IAe To Develop N245 and N270, su malaysiaflyingherald.wordpress.com, 21 dicembre 2012.